# Molinologie
La molinologie (molinum «moulin», de mola «meule», et logia «théorie», de logos «discours, science») est l'étude des moulins (à vent, à eau, à farine, à papier, à scie, à huile, etc.).
Le néologisme molinologie (molinology en anglais) a été créé en 1965 par le Portugais João Miguel dos Santos Simões. Le mot a été proposé et adopté lors du premier
Symposium international de molinologie tenu au Portugal[réf. nécessaire]. C'est à cette occasion qu'a été fondée la Société internationale de molinologie (The International Molinological Society), généralement connue sous l'abréviation TIMS. Cette société vise à regrouper les intervenants nationaux, régionaux ou locaux ainsi que les amateurs de moulins. Depuis, le mot est utilisé en France, en Belgique, aux Pays-Bas, aux États-Unis, au Portugal, en Suisse, etc.
Le mot a été proposé en 2001 par la Société des amis du vieux moulin de Trois-Rivières, au Québec, à l’Office québécois de la langue française qui l'a ajouté à son Grand Dictionnaire terminologique. 

## Symposiums internationaux de molinologie
- 1er Symposium, du 29 septembre au 4 octobre 1965 à Lisbonne, Portugal
- 2e Symposium, du 12 au 17 mai 1969 à Holte, Danemark
- 3e Symposium, du 6 au 11 mai 1973 à Oosterbeek, Pays-Bas
- 4e Symposium, du 1er au 8 septembre 1977 à Matlock, Angleterre
- 5e Symposium, du 5 au 10 avril 1982 à Claye-Souilly, France
- 6e Symposium, du 14 au 20 juillet 1985 à Gand, Belgique
- 7e Symposium, du 13 au 18 août 1989 à Sankelmark, Allemagne
- 8e Symposium, du 3 au 10 juillet 1993 à Aberystwyth, Pays de Galles
- 9e Symposium, du 2 au 9 août 1997 à Budapest, Hongrie
- 10e Symposium, du 16 au 24 septembre 2000 à Stratford Hall, États-Unis
- 11e Symposium, du 25 septembre au 2 octobre 2004 à Amadora et à Boticas, Portugal
- 12e Symposium, du 2 au 10 juin 2007 aux Pays-Bas

[renumérotation sous l'appellation congrès à partir de 2008 ?]
- 11e Congrès, du 18 au 20 octobre 2018 à Palma de Mallorca [2]